# カミニエリ・ラサク
カミニエリ・ラサク（Kaminieli Rasaku、1999年7月12日 - ）は、プロD2、FCグルノーブルに所属するラグビー選手。

## プロフィール
- フィジー出身[1]。
- ポジションはフルバック(FB)。
- 身長 177cm、体重 92kg
- U20フィジー代表に選ばれたことがある。

## 略歴
2022年、バイヨンヌに加入。同年9月、ラグビーワールドカップセブンズ2022の7人制フィジー代表に選ばれて優勝に貢献。
2024年、2024パリ五輪の7人制フィジー代表に選ばれて銀メダル獲得。同年8月、FCグルノーブルに加入。